# Говрі Лакшмі Баї
Магарані Аїльом Тірунал Гаврі Лакшмі Баї (1791—1815) — правителька південноіндійської держави Траванкор, єдина жінка — магарані Траванкору.

## Життєпис
Походила з роду Куласекхари. Донька Кейї Тампурана, брата магараджі Баларами Варми, та Аттхам Тірунал, рані Аттінгала. При народжені 1791 року отримала ім'я Аїльом Тірунал. Виховувалася при дворі магараджі Траванкору. У 1810 році оскільки батьки Аїльом Тірунал були мертві, то Баларама Варма оголосив її спадкоємецею трону. Незадовго до того вийшла заміж за раджу Чанганассері. Того ж року після смерті магараджі її підтримала більшійсть знаті, проте з умовою правити до народження спадкоємця.
Втім права на трон Говрі Лакшмі Баї, як тепер її стали звати, оскаржив родич Баларами Варми — Керала Варма, що оружно виступив проти магарані. Але на підтримку Говрі Лакшмі Баї виступив також британський резидент Джон Мунро, внаслідок чого Керала Варма поступився своїми правами. З цього моменту магарані стала правити під опікою британців.
Першим кроком правительки було призначення британського резидента Джона Мунро новим давані (на кшталт прем'єр-міністра). Новий уряд спрямував зусилля на подолання корупції серед чиновників. Для цього було проведено судову реформу, за якою місцеві урядовці позбавлені судових функцій. Замість цього створено апеляційний суд та 5 місцевих судів. суддями мали право бути лише брахмани, представники касти наїрі та християни. Для розгляду справ урядовців усіх рівнів було створено спеціальний суд. Слідом за цим проведено податкову та поліцейську реформи, які покращили роботу цих інституцій.
Було проведено реформування храмів, близько 300 індуїстських храмів було підпорядковано безпосередньо уряду, що зменьшило рівень корупцій в цій сфері. У 1812 році наказом Говрі Лакшмі Баї заборонено купівлю і продаж рабів, але рабство в основні галузі — сільському господарстві — залишилося. У 1813 році вперше було проведено вакцинацію від віспи значної частки населення.
З 1813 року стала регенткою при своєму малолітньому синові Сваті. У 1814 році Д.Мунро пішов у відставку, замість нього давані спочатку був Деван Падманабхан, потім Баппу Рао. Втім після народження молодшого здоров'я швидко погіршилося, й магарані померла 1815 року. Регентшею при малолітнього володарі стала її сестра Говрі Парваті Баї.

## Родина
1. Чоловік — Коїл Тампуран, князь Раджарадж Варма Авармал з Чанганассера
Діти:
- Говрі Рукміні Баї (1809—1857)
- Сваті Тірунал Рама Варма (1813—1846)
- Утрам Тірунал Мартанда Варма (1814—1860)